# Centaurea thuillieri
Centaurea thuillieri — вид квіткових рослин родини айстрових (Asteraceae). Ареал: Бельгія, Франція (у т. ч. Корсика), Німеччина, Велика Британія, Італія, Нідерланди, Іспанія. 